# Далмати
Далмати или Делмати (лат. Dalmati, Dalmatae или Delmatae) су били илирско племе које је живјело у између ријека Крке и Цетине на подручју данашње Далмације, по којима је и добила име. У вријеме највећег успона (II вијек п. н. е.) њихова је превласт допирала и до ријеке Нерертве. У унутрашњости су запосјели плодна поља западне Босне (Гламочко, Дувањско и Ливањско поље), те дио западне Херцеговине (Горица, Лиштица).
Полуномадско далматско племе се убраја у илирска племена иако су кроз већину своје историје били независни од Илирског краљевства, које се налазило јужно од њихове територије.
На источним обалама Јадранског мора се појављују у 4. веку пр. н. е. Били су ратоборно племе, па су узастопни напади Далмата на сусједно илирско племе, римске савезнике, Либурне и грчке колоније на обали, Римљанима послужили као повод за више ратова, чији је циљ био освајање источне обале Јадрана. Први Далматски рат је трајао од 156. до 155. године пр. н. е. када је римски конзул Сципион Насица заузео и разорио даламатску престоницу Делминион на Дувањском пољу. Због устанка Делмата идући рат трајао од 119. до 117. године пр. н. е, а водио га је римски конзул Цецилије Мател (лат. Caecilius Matellus). Након Другог далматског рата, Даламти су се опоравили и проширили на море, па је у Трећему далматском рату од 78. до 76. године пр. н. е. проконзул Гај Косконије (лат. Caius Cosconius) освојио лучки град Салону лат. Salonae) данашњи Солин.
Након нових устанка Далмата су у римском грађанском рату од 49. до 44. године пр. н. е.) били савезници Помпеја против Цезара. Цезаровом побједом формира се моћно Римско царство, те се се већина Илира уједињује око ратоборних Далмата у заједничком устанку против римске власти. Илирски устанак је био повод задњем, тј. Четвртом далматском рату који је водио римски цара Август од 34. до 33. године пр. н. е, а који завршава освајањем нове далматске престонице Клиса (лат. Soetovio). Посљедњи неуспјешни устанак против римске власти Далмати су дигли под водством Батона од 12. до 7. године пр. н. е.

## Језик
Језик античких Далмата припадао је илирској језичкој групи. Иако наративни споменици на далматском језику нису сачувани, извесне карактеристике су реконструисане на основу ономастичког материјала, првенствено захваљујући томе што су разна далматска места након римског освајања задржала своја дотадашња имена у изворном или донекле измењеном облику.